# Kienapple c. R.
 Kienapple c. R.  est un arrêt de principe de la Cour suprême du Canada rendu en 1975 qui a établi la règle interdisant les condamnations multiples connue sous le nom de principe de Kienapple. Le juge Bora Laskin, au nom de la Cour, a conclu qu'un accusé ne peut être déclaré coupable de deux infractions lorsqu'elles découlent toutes deux essentiellement des mêmes faits.
John Edward Kienapple a été inculpé de viol et de relations sexuelles illégales avec une femme de moins de 14 ans. Au procès, il a été reconnu coupable des deux chefs d'accusation. En appel devant la Cour suprême, sa condamnation pour rapports sexuels illégaux fut annulée.